# 奧利瓦雷斯山
奧利瓦雷斯山（西班牙語：Nevado Olivares），是南美洲的山峰，位於阿根廷和智利之間接壤的邊境，屬於安第斯山脈的一部分，海拔高度6,216米，人類在1964年首次登頂。